# Criodion fulvopilosum
Criodion fulvopilosum är en skalbaggsart som beskrevs av Charles Joseph Gahan 1892. Criodion fulvopilosum ingår i släktet Criodion och familjen långhorningar. Inga underarter finns listade i Catalogue of Life.